# Asbjørn Moland
Asbjørn Moland (* 1936) ist ein ehemaliger norwegischer Skispringer.

## Werdegang
Moland bestritt mit der Vierschanzentournee 1954/55 seinen ersten und einzigen großen internationalen Wettkampf. Obgleich er das Auftaktspringen in Oberstdorf ausließ, überraschte er die Konkurrenz auf der Großen Olympiaschanze in Garmisch-Partenkirchen mit einem guten sechsten Rang. Nachdem er auch auf der Bergiselschanze in Innsbruck mit Rang 13 ein gutes Ergebnis erzielt hatte, beendete er die Tournee mit 790,6 Punkten. Das bedeutete Rang neun der Gesamtwertung.

## Erfolge

### Vierschanzentournee-Platzierungen
| Saison  | Platz | Punkte |
| ------- | ----- | ------ |
| 1954/55 | 09.   | 790,6  |